# Ulysses (Kansas)
Ulysses ist eine Kleinstadt im US-Bundesstaat Kansas und Sitz der Countyverwaltung (County Seat) des Grant Countys, benannt nach dem US-Präsident Ulysses S. Grant. Das U.S. Census Bureau hat bei der Volkszählung 2020 eine Einwohnerzahl von 5788 ermittelt.
Durch die Stadt verläuft der U.S. Highway 160 und die Bahnlinie der BNSF Railway, der Cimarron River liegt unmittelbar südlich der Stadt. Mit dem Santa Fe Trail verlief in der Mitte des 19. Jahrhunderts einer der bedeutendsten Handelswege durch die spätere Stadt.

## Geschichte

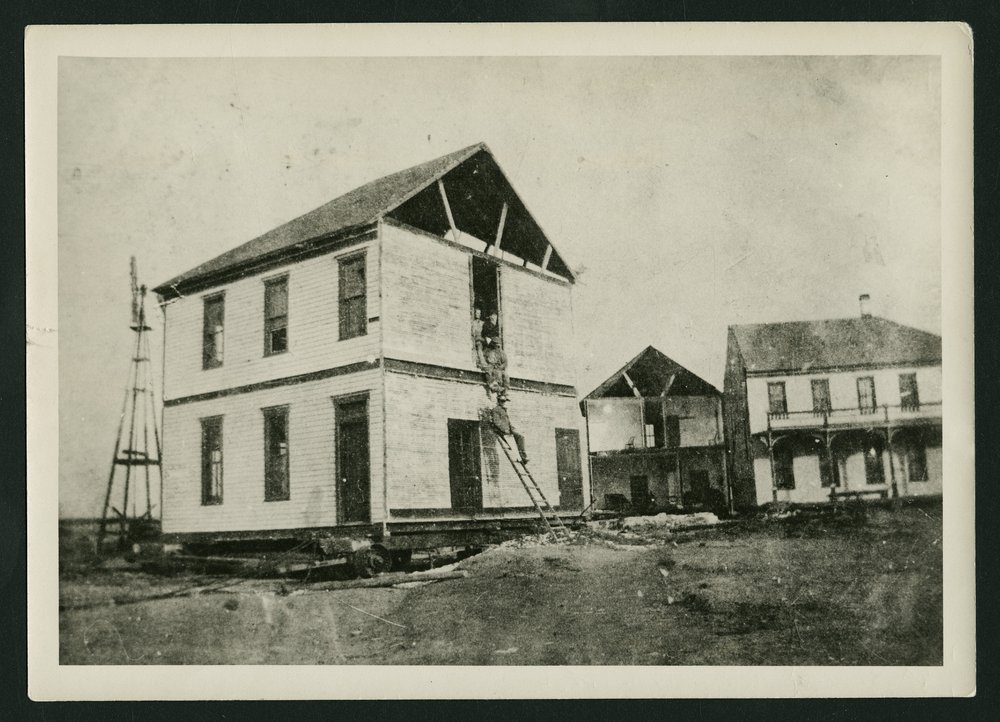
Das Hotel Edwards, in drei Teile zerschnitten

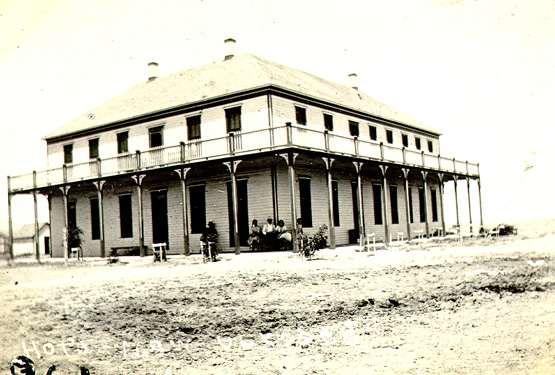
Das Hotel Edwards nach der Verschiebung

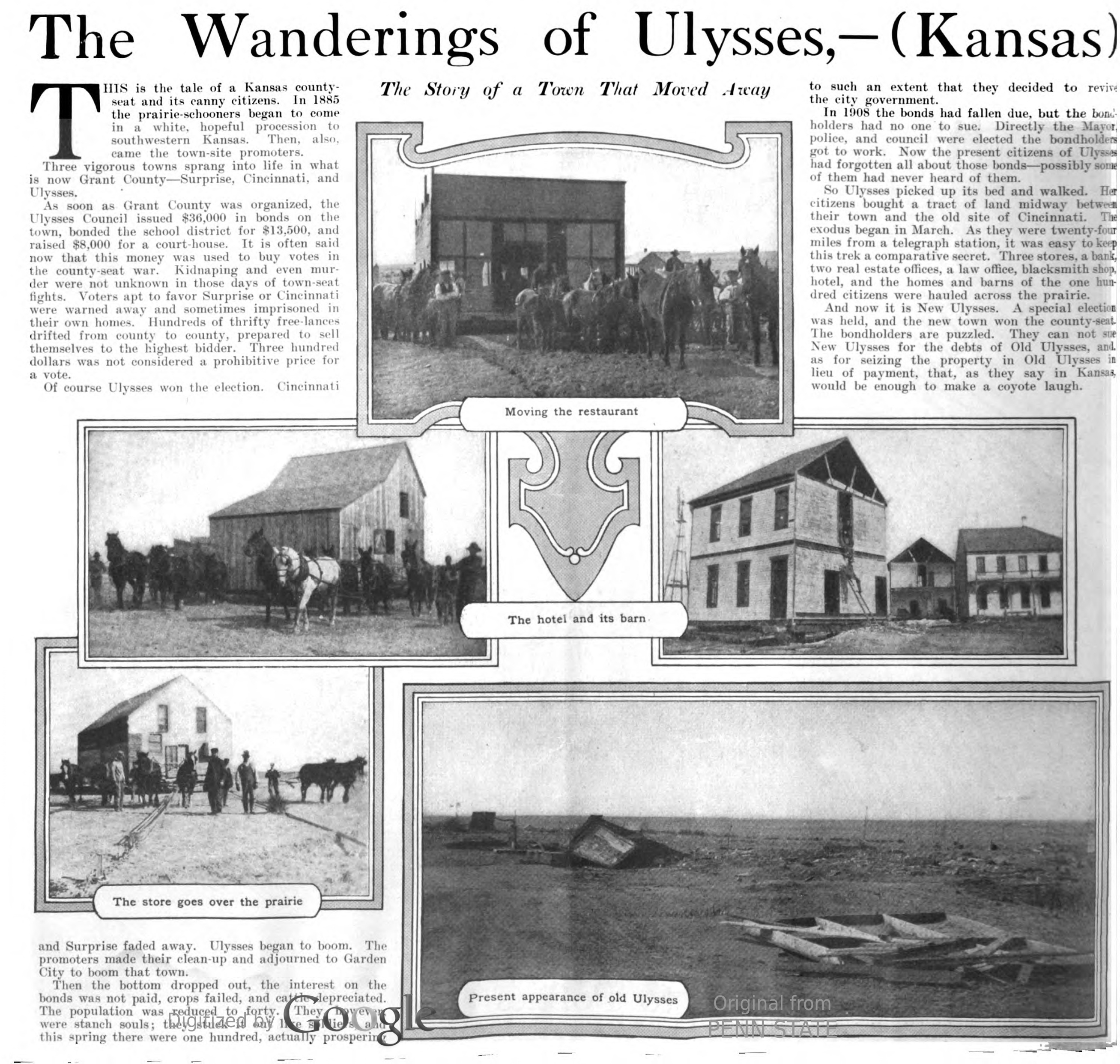
Zeitungsartikel über den Umzug. Collier’s Magazine, 1909

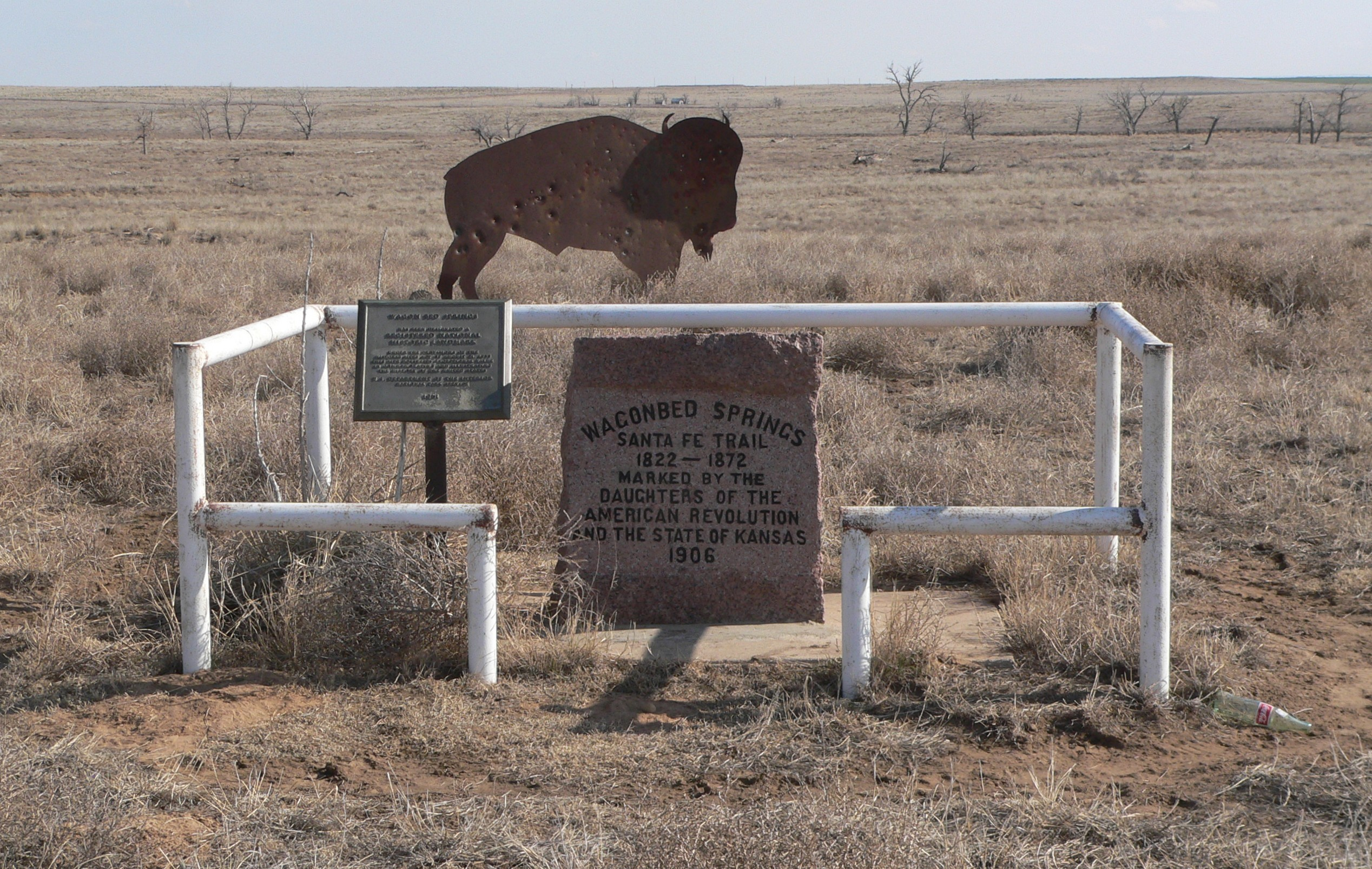
Denkmal für den Santa Fe Trail an der Wagon Bed Spring

Ulysses wurde zweimal gegründet. Ursprünglich verdankt die Stadt ihre Existenz der Eisenbahn. In Zusammenhang mit dem Bau der Bahnlinie von Topeka nach Santa Fe (New Mexico) (Atchison, Topeka and Santa Fe Railway) entstanden unzählige kleine Siedlungen. 1885 wurde Ulysses offiziell vermessen; das Jahr gilt als erste Stadtgründung. 1888 konkurrierte Ulysses mit dem nahegelegenen Appomattox (heute nicht mehr existent) um den Sitz der Verwaltung von Grant County und die Stadtverwaltung warb mit 2000 Einwohnern sowie „zwölf Restaurants, vier Hotels, sechs Spielhallen und weiteren Betrieben“. Die Stadt setzte sich gegen den Rivalen durch, nahm aber im Laufe des Wettbewerbs Schulden in Höhe von mindestens $57.500 auf. In den Folgejahren brach die wirtschaftliche Grundlage des Ortes zusammen, die Einwohnerzahl sank zeitweilig auf nur noch 40 Personen, es gab keine Verwaltung mehr. Erst im neuen Jahrhundert erholte sich der Ort wieder langsam, 1908 wählten die dann über 100 Einwohner wieder Bürgermeister und Gemeindeverwaltung. Unmittelbar darauf meldeten die Gläubiger ihre Ansprüche an, denn vorher gab es für sie keine Anspruchspartner. In den Jahren seit Ausgabe der Schuldpapiere waren weder Zinsen noch Tilgung gezahlt worden, die Summe war erheblich angestiegen und die Gemeinde konnte 1909 ihre Verpflichtungen nicht mehr bezahlen. Die Gläubiger bereiteten die Zwangsvollstreckung in das gesamte öffentliche Land und alle öffentlichen Bauten vor.
Die Einwohner beschlossen, mit der ganzen Stadt vor den Schulden zu fliehen. Weil der nächste Telegraph 24 Meilen (ca. 40 km) entfernt lag, konnte dies ohne Wissen der Gläubiger geschehen. Die Bewohner luden am 6. Februar 1909 ihre Häuser auf eine Art Schlitten und verschoben sie um etwa 5 Kilometer in die Prärie. Das Hotel Edwards musste in drei Teile zersägt werden, um transportabel zu sein. Nur das aus Stein gebaute Schulhaus blieb am alten Ort. Die neue Stadt wurde „New Ulysses“ benannt, um einer Kontinuität der Stadt und der Zwangsvollstreckung zu entgehen. Das Hotel Edwards ist heute als einziges der damaligen Häuser erhalten und wurde zum Museum des Grant County umgewandelt.
Als in der Region Erdgas-Vorkommen gefunden wurden, bekam die Stadt eine neue wirtschaftliche Basis und ließ sich am 10. Januar 1921 mit wieder 111 Einwohnern wieder als „Ulysses“ in das Verzeichnis der incorporated places eintragen.